# UDP-4-amino-4-dezoksi-L-arabinoza aminotransferaza
UDP-4-amino-4-dezoksi--arabinoza aminotransferaza (EC 2.6.1.87, UDP-(beta-L-treo-pentapiranozil-4-uloza difosfat) aminotransferaza, UDP-4-amino-4-dezoksi--arabinoza---oksoglutarat aminotransferaza, UDP-Ara4O aminotransferaza, UDP-L-Ara4N transaminaza) je enzim sa sistematskim imenom UDP-4-amino-4-dezoksi-beta--arabinoza:2-oksoglutarat aminotransferaza. Ovaj enzim katalizuje sledeću hemijsku reakciju
UDP-4-amino-4-dezoksi-beta--arabinopiranoza + 2-oksoglutarat {\displaystyle \rightleftharpoons } UDP-beta-L-treo-pentapiranoz-4-uloza + L-glutamat
Ovaj enzim je piridoksal 5'-fosfatni enzim.

## Literatura
- Nicholas C. Price; Lewis Stevens (1999). Fundamentals of Enzymology: The Cell and Molecular Biology of Catalytic Proteins (Third изд.). USA: Oxford University Press. ISBN 019850229X.
- Eric J. Toone (2006). Advances in Enzymology and Related Areas of Molecular Biology, Protein Evolution (Volume 75 изд.). Wiley-Interscience. ISBN 0471205036.
- Branden C; Tooze J. Introduction to Protein Structure. New York, NY: Garland Publishing. ISBN 0-8153-2305-0.
- Irwin H. Segel. Enzyme Kinetics: Behavior and Analysis of Rapid Equilibrium and Steady-State Enzyme Systems (Book 44 изд.). Wiley Classics Library. ISBN 0471303097.

## Spoljašnje veze
- UDP-4-amino-4-deoxy-L-arabinose+aminotransferase на 